# 吕卡雷
吕卡雷（法語：Lucarré，法語發音：[lykaʁe]）是法国大西洋比利牛斯省的一个市镇，属于波城区。

## 地理
吕卡雷（43°24'18"N, 0°5'2"W）面积3.32 平方千米，位于法国新阿基坦大区大西洋比利牛斯省，该省份为法国东南部省份，涵盖了贝阿恩与北巴斯克，西临大西洋比斯開灣，北至朗德省，东北接热尔省，东临上比利牛斯省，南与西班牙接壤。
与吕卡雷接壤的市镇（或旧市镇、城区）包括：邦塔尤-塞雷、吕克-阿尔莫、莫米、佩尔隆格-阿博斯。

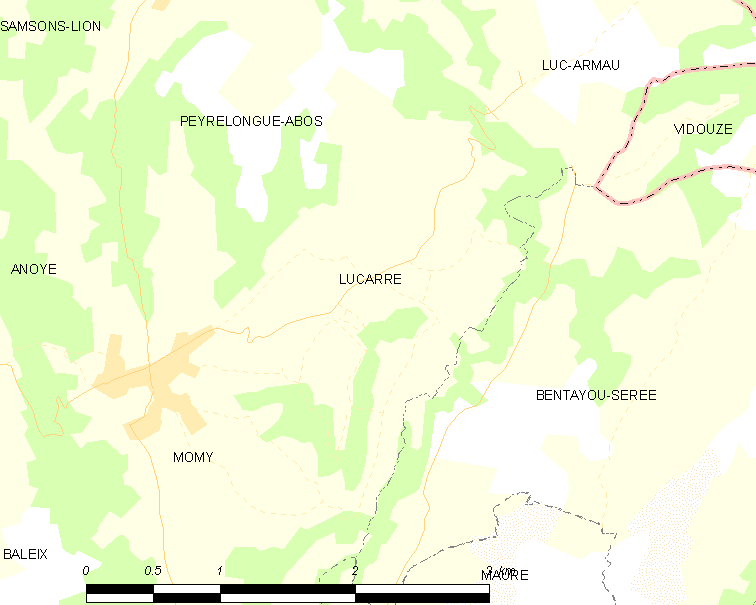
吕卡雷的OSM定位图

吕卡雷的时区为UTC+01:00、UTC+02:00（夏令时）。

## 行政
吕卡雷的邮政编码为64350，INSEE市镇编码为64357。

## 政治
吕卡雷所属的省级选区为吕伊河土地和维克比伊山坡县。

## 人口

1962-2008年间吕卡雷人口变化图示

吕卡雷于2022年1月1日时的人口数量为64人。